# Anfíptero

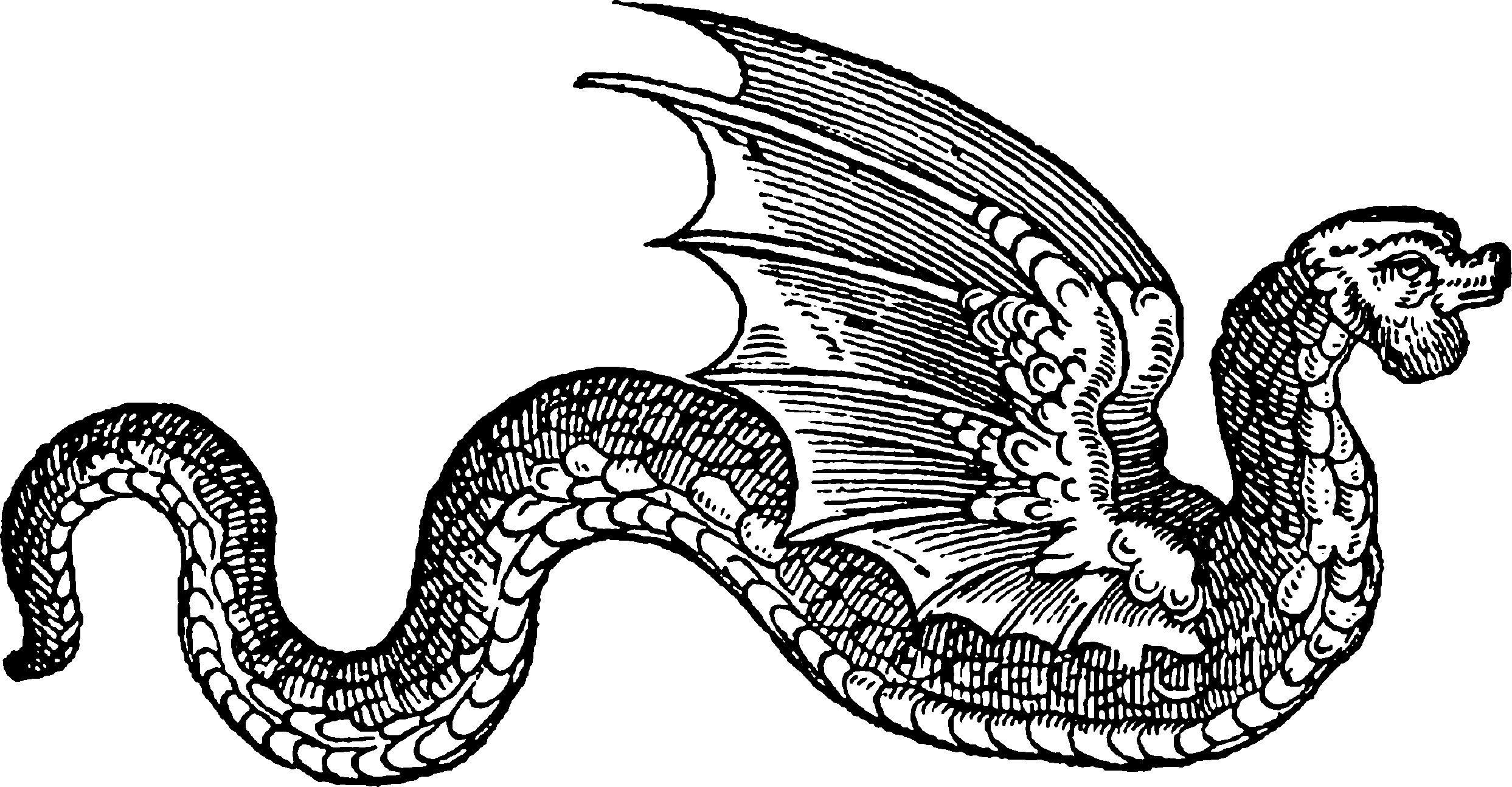
Anfíptero por Edward Topsell (1608).

Un anfíptero (también llamado anfíptera, amphiptere, o anfítera) es un tipo de serpiente alada de la  heráldica europea.

## Apariencia
Según la mitología europea, el anfíptero era un subgénero dentro de los dragones, caracterizados por ser unas serpientes con grandes alas, sin embargo, sin patas.  

## Anfípteros en el mundo
Si buscamos representaciones de dioses o criaturas mitológicas alrededor del mundo, podemos observar varias, cómo por ejemplo la diosa egipcia Wadjet, que es representada cómo una cobra alada o la Serpiente Emplumada de Mesoamérica.

## Ficción moderna
Los anfípteros aparecen en la serie de libros Dragonology y Dracopedia: A Guide to Drawing the Dragons of the World. La primera se presenta como si fuera una investigación del siglo XIX sobre dragones reales.
Un "anfíptero"  muy conocido (aunque no lo sea cómo tal) se presenta en el libro Fuego y Sangre del autor estadounidense George.R.R Martin. Se trata del dragón del príncipe Daemon Targaryen, Caraxes, apodado cómo el Anfíptero de Sangre, por su color, carácter, y su anatomía delgada y alargada en comparación con la de otros dragones, parecida al de una serpiente (aunque teniendo todavía patas como el resto de su especie).
Otro anfíptero no tan conocido de la actualidad se llama Zarach, es una serpiente negra, con alas de cuervo. Forma parte de los Cinco Vástagos, los cinco dragones creados por el Dios de la Nada Zolock. Todos ellos son personajes existentes en los libros de El Grupo Sombra, escritos por Debianlu.